# Éliane Giraud
Pour les articles homonymes, voir Giraud.
 (mai 2017).
Éliane Giraud, née le 12 mars 1952, est une femme politique française.

## Biographie

### Vie privée
Éliane Giraud, de son nom de jeune fille Éliane Grand, est née le 12 mars 1952 dans la ferme de ses grands parents à La Flachère (Isère). Son père Élie André Grand (né à Saint-Vincent-de-Mercuze) est employé aux cars VFD sur la ligne Grenoble-Chapareillan. Sa mère Noëla Carmen Grand née Tournoud  (née à la Flachère) travaille comme ouvrière puis contrôleuse à l’usine Proner de Chapareillan. C'est dans cette dernière commune qu'Éliane Grand grandit et effectue sa scolarité dans le primaire avant d'aller au lycée mixte d’État de Pontcharra puis aux lycées des Eaux Claires à Grenoble en terminale. Elle effectue ensuite ses études supérieures à l’Université Pierre-Mendès-France de Grenoble où elle obtient une Maîtrise en Sciences économiques. 
Éliane Giraud se marie une première fois à Chapareillan en 1971. Elle a un fils en 1976. D’un second mariage avec Jean-Paul Giraud contracté en 1984, elle a également un fils en 1985.
Elle milite pendant plusieurs années au sein de l’Association Frères des Hommes qui envoie de jeunes volontaires en Asie ou en Afrique pour travailler à du micro-développement avec les populations locales, où elle s'occupe entre autres de recueillir des fonds. 

### Carrière professionnelle
Après l'obtention de son diplôme universitaire, Éliane Giraud intègre la Fonction publique territoriale.  
En 1977, elle est recrutée par la nouvelle équipe de la majorité municipale socialiste et écologiste à Saint-Egrève et dirige le service communication de la ville pendant 9 ans. En 1988, Eliane Giraud est recrutée comme cheffe de cabinet, chargée des opérations nouvelles par le nouveau maire de Saint-Martin-le-Vinoux, Bernard Cornu. En 1992, elle est nommée Directrice générale des Services de Saint-Martin le Vinoux.

## Carrière politique

### Début de carrière
Éliane Giraud adhère au Parti socialiste en 1977. Investie au sein de la Fédération de l'Isère du Parti Socialiste, elle devient en 1981 secrétaire du Comité de ville de Grenoble.
En 1981, elle soutient aux législatives la campagne d’Odile Sicard, puis en 1988 et 1993 celle d’Edwige Avice alors Ministre de François Mitterrand  et candidate sur la cinquième circonscription de l'Isère.
En 1997, elle est candidate pour la première fois aux côtés de François Brottes comme suppléante. puis à nouveau en 2002, puis en 2007. 
Elle figure en 4e position sur la liste conduite par Louis Mermaz aux élections sénatoriales en 2001, qui voit l’élection de Louis Mermaz (PS) et de Annie David (PC).
En 2011, elle est de nouveau 4e sur la liste conduire par André Vallini, qui voit l’élection en 2011 de André Vallini (PS), Annie David (PC), Jacques Chiron (PS).
Elle se porte candidate aux élections législatives de 2017 dans la cinquième circonscription de l'Isère et termine en cinquième position avec 7,4 % des suffrages exprimés.

### Élue à la Région Rhône-Alpes
Éliane Giraud est élue pour la première fois conseillère régionale de Rhône-Alpes en 1998 et prend en 2001, la présidence de la commission « santé, sports, logements et politique de la ville » (à la suite du départ d’Annie Guillemot, maire de Bron pour le Conseil général du Rhône) et ce jusqu’en 2004.
En 2004, la liste d'union de la gauche remporte les élections régionales. Jean-Jacques Queyranne, devenu le nouveau Président de la région, confie à Éliane Giraud la Vice-Présidence à l’Agriculture, au Développement rural et aux Parcs naturels. À cette fonction, elle met en place une Conférence pour l’agriculture innovante. Elle propose des politiques de développement de la filière bio en Rhône-Alpes, favorise la création des AMAP et les magasins de vente directe. Elle renforce la politique de coopération des parcs entre eux et lance le projet de création d'un Parc naturel régional pour le massif de Belledonne.
En 2010, Jean Jack Queyranne lui confie la vice-présidence à l’Administration générale, dans une région qui emploie 6 000 personnes et gère un budget de plus de 2,2 milliards d'euros.
En 2012, Jean Jack Queyranne lui confie les transports. Elle y poursuit l'amélioration et la rénovation des gares et participe notamment à la création de l'association des régions pour le matériel roulant. Cette association vise à un travail commun des Régions pour faire avancer la modernisation technologique du matériel, favoriser les échanges et apporter une vraie souplesse dans la gestion de celui-ci.
Pour le contrat de plan, Éliane Giraud remet sur la table le dossier des petites lignes et reprend les discussions avec les Régions qui entourent Rhône-Alpes et notamment PACA sur le projet Grenoble-Veynes ou Valence-Die-Veynes. C’est sous sa vice-présidence que les travaux d’électrification de la ligne Grenoble-Valence sont conduits.
Lors des élections régionales de décembre 2015, Éliane Giraud conduit en Isère la liste de la gauche menée par Jean Jack Queyranne. Sa liste arrive en tête sur ce département de l’Isère malgré l’échec au niveau régional.
Elle intègre en 1998 le bureau du Parc naturel régional de Chartreuse, devenant vice-présidente et en prend la présidence de 2001 à 2016.

### Sénatrice de l'Isère
Elle devient sénatrice le 10 mai 2014, en remplacement d'André Vallini lorsque celui-ci est nommé secrétaire d'État à la Réforme territoriale dans le gouvernement de Manuel Valls. 

### Mandats parlementaires
- 10 mai 2014 - 17 juin 2017 : Sénatrice de la l'Isère

### Mandats locaux
- 16 mars 1998 - 15 décembre 2015 : conseillère régionale de la Région Rhône-Alpes
- 2001 - 2016 : Présidente du Parc naturel régional de Chartreuse
- décembre 2015 - juin 2021 : conseillère régionale de la Région Auvergne-Rhône-Alpes